# Luftseilbahn Ponta do Sol
| Streckenlänge:                                                                     | 0,230 km |        |        |
|                                                                                    |          |        |        |
| \| \| 0,230 \| Canhas \| Canhas \| \| \| \| \| \| \| \| 0,000 \| Anjos \| Anjos \| |          |        |        |
| U-Bahn-Kopfbahnhof Streckenanfang                                                  | 0,230    | Canhas | Canhas |
| U-Bahn-Strecke                                                                     |          |        |        |
| U-Bahn-Kopfbahnhof Streckenende                                                    | 0,000    | Anjos  | Anjos  |

Die Luftseilbahn Ponta do Sol (portugiesisch: Teleférico da Ponta do Sol), auch: Teleférico do Outeiro sowie Teleférico dos Canhas, ist eine Luftseilbahn an der Südküste Madeiras. Rund 20 Kilometer westlich von Funchal ermöglicht sie vom Ort Canhas im Kreis Ponta do Sol den Zugang von der Steilklippe zu den Plantagen in Anjos und dem Strand.

## Geschichte und Beschreibung
2005 wurde die Seilbahn gebaut, die zunächst nur den ortsansässigen Landwirten zur Verfügung stand und den vereinfachten Transport zu und von den Bananenplantagen ermöglichte. Da die Seilbahn jedoch nicht gewartet wurde, durften nur noch Gütertransporte mit ihr durchgeführt werden. Die Landwirte mussten den Weg zu Fuß zurücklegen. Im Jahr 2021 wurde vorgeschlagen, die Seilbahn für den Personentransport und die Öffnung für Touristen vorzunehmen. Um die Seilbahn sollte eine passende Infrastruktur geschaffen werden, um dem Tourismus einen Impuls zu geben.
Den Bau der Seilbahn hat 2005 das österreichische Maschinenbauunternehmen Doppelmayr durchgeführt. Aus technischer Sicht handelt es sich um eine fixgeklemmte Gondelbahn mit einer Gondel für vier Personen. Mit einer Streckenlänge von 230 Metern wird ein Höhenunterschied von 136 Metern überwunden. Dabei nutzt die Konstruktion zwei Stützen, die beide jeweils an den Streckenenden liegen. Die Höchstgeschwindigkeit beträgt drei Meter pro Sekunde, was 10,8 km/h entspricht. Pro Stunde können 40 Personen befördert werden. Die Seilbahn wird von der Gemeinde Ponta do Sol betrieben.